# Символоков, Виталий Николаевич
Виталий Николаевич Символоков (5 апреля 1898 года, деревня Пятницкая слобода, ныне Усманский район, Липецкая область — 24 февраля 1992 года, Москва) — советский военный деятель, генерал-майор (1940 год).

## Начальная биография
Родился 5 апреля 1898 года в деревне Пятницкая слобода ныне Усманского района Липецкой области.

## Военная служба

### Первая мировая и гражданская войны
В декабре 1918 года вступил в ряды РККА, после чего был направлен на учёбу на Тамбовские, а затем на Борисоглебские командные курсы, после окончания которых в феврале 1920 года был направлен в 5-й кавалерийский полк, где служил на должностях командира эскадрона и временно исполняющего должность командира полка. В ноябре того же года был назначен на должность командира 2-го Семиреченского полка. С января 1921 года служил помощником командира и временно исполняющим должность командира 13-го и 14-го кавалерийских полков, а с октября — временно исполняющим должность командира 14-го кавалерийского полка и 2-й кавалерийской бригады. Находясь на этих должностях, принимал участие в боевых действиях против басмачей на Туркестанском фронте.

### Межвоенное время
В июле 1923 года Символоков был направлен на учёбу в Высшую кавалерийскую школу, после окончания которой в декабре 1924 года назначен командиром 70-го кавалерийского полка 4-й отдельной бригады 3-го кавалерийского корпуса.
В 1925 году окончил курсы усовершенствования командного состава при Высшей кавалерийской школе, дислоцированной в Ленинграде.
В марте 1930 года был направлен на учёбу в Военную академию имени М. В. Фрунзе, после окончания которой в мае 1933 года назначен на должность начальника штаба 15-й кавалерийской Кубанской дивизии, в январе 1937 года — на должность преподавателя, затем — на должность старшего преподавателя кафедры военной географии Военной академии имени М. В. Фрунзе, а в марте 1941 года — на должность начальника штаба 49-го стрелкового корпуса (Киевский военный округ).

### Великая Отечественная война
С началом войны генерал-майор Символоков находился на прежней должности и принимал участие в ходе приграничного сражения на Юго-Западном фронте. 27 июля был назначен на должность командира 22-го механизированного корпуса, который во время Киевской оборонительной операции принимал участие в ходе фронтовых контрударов по 1-й танковой группе противника.
С сентября исполнял должность начальника штаба 38-й армии, принимавшей участие в ходе Киевской оборонительной операции, в декабре — на должность заместителя командующего войсками Южного фронта по укомплектованию и вооружению, а с 1 января по 10 февраля 1942 года — на должность начальника штаба 9-й армии, которая участвовала в боевых действиях во время Барвенково-Лозовской наступательной операции и после освобождения города Лозовая армия сковала действия донбасской группировки противника.
С февраля Символоков находился в распоряжении главнокомандующего Юго-Западным направлением, а затем Главного управления кадров НКО. С июня исполнял должность начальника группы контролирования за формированием стрелковых и кавалерийских соединений и подготовки маршевых пополнений в запасных бригадах военных округов, а в декабре 1942 года — на должность старшего преподавателя кафедры тактики высших соединений Высшей военной академии имени К. Е. Ворошилова. В 1944 году были присвоены права окончившего этой же академии.

### Послевоенная карьера
После окончания войны генерал-майор Виталий Николаевич Символоков продолжил преподавать в этой же академии и в октябре 1957 года вышел в отставку по болезни. Умер 24 февраля 1992 года в Москве.

## Воинские звания
- Полковник - 22 декабря 1935;
- Комбриг - 11 января 1938;
- Генерал-майор - 4 июня 1940.

## Награды
- Орден Ленина (21.02.1945);
- Три ордена Красного Знамени (1924, 3.11.1944, 20.06.1949);
- Орден Отечественной войны 1 степени (11.03.1985);
- Медали.